# خايمي غافيلان
خايمي غافيلان مارتينيز (بالإسبانية: Jaime Gavilán)‏، من مواليد 12 مايو 1978 في فالنسيا في إسبانيا، لاعب كرة قدم إسباني.
بدأ مسيرته الكروية مع نادي خيتافي، وهو يلعب حاليا مع نادي فالنسيا.

## روابط خارجية
- خايمي غافيلان على موقع الاتحاد الدولي (مؤرشف)  (الإنجليزية)
- خايمي غافيلان على موقع دوري كوريا الجنوبية (الإنجليزية)
- خايمي غافيلان على موقع قاعدة بيانات كرة القدم.إي يو (الإنجليزية)
- خايمي غافيلان على موقع Soccerway.com (الإنجليزية)
- خايمي غافيلان على موقع عالم كرة القدم.نت (الإنجليزية)
- خايمي غافيلان على موقع كووورة
- خايمي غافيلان على موقع AS.com (الإسبانية)